# 交響曲第14番 (モーツァルト)
交響曲第14番 イ長調 K. 114は、ヴォルフガング・アマデウス・モーツァルトが作曲した交響曲。

## 概要
ザルツブルクで、1771年の12月30日と自筆譜に完成の日付が書かれているが、ザルツブルク大司教の宮廷で演奏されるため作曲されたものといわれる。なお、この年には大司教ジギスムント・フォン・シュラッテンバッハ (en) が没しており、翌年3月に後任としてヒエロニムス・フォン・コロレドが大司教に就任した。

## 楽器編成
フルート2（第1、3、4楽章）、オーボエ2（第2楽章のみ）、ホルン2（第1、3、4楽章）、弦楽

## 構成
全4楽章の構成で、演奏時間は約21分。
- 第1楽章 アレグロ・モデラート
イ長調、2分の2拍子、ソナタ形式。
- 第2楽章 アンダンテ
ニ長調、4分の3拍子、ソナタ形式。
- 第3楽章 メヌエット - トリオ
イ長調 - イ短調、4分の3拍子、複合三部形式。
このメヌエットには作り直した形跡があり、また現行のトリオは珍しくイ短調とされている。
- 第4楽章 モルト・アレグロ
イ長調、4分の2拍子、ソナタ形式。